# Penanbulbyl
Penanbulbyl (Alophoixus ruficrissus) är en nyligen urskild fågelart i familjen bulbyler inom ordningen tättingar.

## Utseende och läte
Penanbulbylen är en olivbrun bulbyl med spretig tofs på huvudet och en ofta uppuffad lysande vit strupe. Den liknar gråkindad bulbyl, men är mörkare, framför allt på undersidan, med högre tofs och tydligare vit strupe. Sången är behaglig och melodisk medan lätena huvudsakligen består av ljudliga och torra "chek".

## Utbredning och systematik
Fågeln förekommer enbart på Borneo och delas in i tre underarter med följande utbredning:
- Alophoixus ruficrissus meratusensis – sydöstra Borneo i Meratusbergen
- Alophoixus ruficrissus ruficrissus – bergstrakter på nordöstra Borneo
- Alophoixus ruficrissus fowleri – bergstrakter på Borneo utom Kinabaluberget

Traditionellt behandlas den som en del av ockrabulbylen (A. ochraceus) men urskiljs allt oftare som egen art.

## Levnadssätt
Arten hittas i skogsområden i både lågland och bergstrakter. Där föredrar den urskog eller högvuxen ungskog. Den ses födosöka i skogens mellersta eller lägre skikt, vanligen i små, ljudliga grupper.

## Status och hot
Arten har ett stort utbredningsområde, men tros minska i antal, dock inte tillräckligt kraftigt för att den ska betraktas som hotad. Internationella naturvårdsunionen IUCN listar arten som livskraftig (LC).